# Leucon costatus
Leucon costatus är en kräftdjursart som beskrevs av Jordi Corbera 2000. Leucon costatus ingår i släktet Leucon och familjen Leuconidae. Inga underarter finns listade i Catalogue of Life.